# アナコンダ4
『アナコンダ4』（原題：Anacondas: Trail of Blood）は、ドン・E・ファンルロイ監督による2009年2月28日よりアメリカ合衆国のSyfyで放送されたファンタジー・ホラーテレビ映画。『アナコンダ3』（Anaconda III）の続編である。
日本では劇場未公開。2009年4月22日にソニー・ピクチャーズエンタテインメントよりDVD（OPL-48744）が発売されている。

## ストーリー
前作でウェクセル・ホール社の秘密研究施設から逃げ出した二匹の蛇は、唯一人生き残った女性科学者アマンダの手によって死んだ。だが、その腹の中に既に芽生えていた新たな生命を、密かに持ち出していた研究者がいた。やがて、蛇の子供たちは予想をはるかに上回るスピードで成長し、研究者を襲い脱走してしまう。
この事態に再びアマンダは立ち上がるが、時を同じくしてアナコンダ誕生のきっかけとなった『不死の蘭』から抽出した薬で不老不死の身体を得ようと企む ウェクセル・ホール社会長マードックも殺し屋を雇ってアマンダを追跡していた…

## キャスト
※括弧内は日本語吹き替え
- アマンダ - クリスタル・アレン（木下紗華）
- マードック - ジョン・リス＝デイヴィス（辻親八）
- ジャクソン - リンデン・アシュビー（桐本琢也）
- ユージーン - エミール・ホスティナ（落合弘治）
- ヘザー - アナ・ウラル（斎藤恵理）

※その他の日本語吹き替え：高階俊嗣／小野塚貴志／駒谷昌男／永吉ユカ／荻野晴朗／若宮春奈／中川慶一／斉藤康史／居谷四郎

## スタッフ
- 監督 - ドン・E・ファンルロイ
- 製作 - アリソン・セメンザ
- 脚本 - デヴィッド・C・オルソン
- 撮影 - ドン・E・ファンルロイ
- 編集 - スコット・コンラッド
- 音楽 - ピーター・マイスナー

## 日本語版制作スタッフ
- 演出：伊達康将
- 字幕翻訳：岸田恵子
- 吹替翻訳：田尾友美
- 調整：スタジオ・ユニ
- 制作：東北新社